# 八斑兔脂鯉
八斑兔脂鯉，為輻鰭魚綱脂鯉目小口脂鯉科的一個種。

## 分布
本魚分布於南美洲巴西Tapajos 河流域的 Arinos 河流域。。

## 特徵
本魚體修長，魚體上有數量不定的直條紋。像黑黃兔脂鯉一樣，斑紋間有些底色，底色為黃褐色，鰭大部分無色，但臀鰭、腹鰭和背鰭有少許黑色，脂鰭則有黑邊，身上斑紋隨著年齡增長而逐漸消失。體長可達12.9公分。

## 生態
本魚棲息流速緩慢的溪流中，性情溫和，喜群居，屬雜食性，以果實、昆蟲等為食。

## 經濟利用
為觀賞性魚類。